# Merodon bombiformis
Merodon bombiformis är en tvåvingeart som beskrevs av Hull 1944. Merodon bombiformis ingår i släktet narcissblomflugor, och familjen blomflugor. Inga underarter finns listade i Catalogue of Life.